# آكل البراعم
آكل البراعم (الاسم العلمي: Blastophaga)، جنس دبابير من فصيلة دبابير التين التي تقوم بتلقيح التين وترتبط بطريقة أو بأخرى بالتين، وهي علاقة مشتركة تم تطويرها منذ ما لا يقل عن 80 مليون عام.